# Hecalapona vittulata
Hecalapona vittulata är en insektsart som beskrevs av Carl Stål 1854. Hecalapona vittulata ingår i släktet Hecalapona och familjen dvärgstritar. Inga underarter finns listade i Catalogue of Life.